# オーバーン・ダブルデイズ
オーバーン・ダブルデイズ（Auburn Doubledays）はアメリカ合衆国ニューヨーク州オーバーンに本拠地をおく、パーフェクトゲーム・カレッジエイト・ベースボール・リーグ（PGCBL）に所属する大学野球サマーリーグのチーム。2020年まではショートシーズンA級のニューヨーク・ペンリーグに所属するマイナーリーグのチームであった。
本拠地球場はファルコンパークのレオピンクニーフィールド。ファルコンパークは元々は1927年にできたが、1995年6月に現在の場所に移った。観客席は2,800人分、2008年に青いボックスシートが作られた。

## 歴史
1958年にニューヨーク・ヤンキース傘下のオーバーン・ヤンキースとして誕生し、ニューヨーク・ペンリーグに加盟。
1982年から2000年まではヒューストン・アストロズの傘下に属していた。その間、1998年にオネオンタ・タイガースとのリーグ優勝決定戦が大嵐のため中止となって同時優勝（初優勝）を果たした。
1996年に現在のチーム名となった。チーム名とマスコットは南北戦争の将軍、アブナー・ダブルデイから名づけられた。
2001年から2010年まではトロント・ブルージェイズ傘下に属していた。その間、2002年から2007年まで6年連続地区優勝を果たした。最初の5回はリーグ優勝決定戦で敗れたが、2007年にブルックリン・サイクロンズを破り2度目のリーグ優勝を飾った。
2011年から2020年まではワシントン・ナショナルズ傘下に属していた。
2020年11月、マイナーリーグの組織再編に伴い、ニューヨーク・ペンリーグがMLB傘下のリーグとしての地位を失い崩壊。チームは2021年から大学野球のチームとして再出発することになった。

## 主な成績
- リーグ内地区優勝（ピンクニー地区） 2002 - 2006年（5年連続）
- リーグ優勝 1998年、2007年

## オーバーンの過去のマイナーリーグチーム
- オーバーン・ヤンキース (1958 - 1961)
- オーバーン・メッツ (1962 - 1966)
- オーバーン・ツインズ (1967 - 1971)
- オーバーン・フィリーズ (1972 - 1977)
- オーバーン・サンセッツ (1978)
- オーバーン・レッドスターズ (1979)
- オーバーン・アメリカンズ (1980)
- オーバーン・アストロズ (1982 - 2000)